# Hoploscopa brunnealis
Hoploscopa brunnealis là một loài bướm đêm trong họ Crambidae.